# 1378 Leonce
1378 Leonce је астероид главног астероидног појаса. Приближан пречник астероида је 18,18 ,
а средња удаљеност астероида од Сунца износи 2,374 астрономских јединица (АЈ).
Инклинација (нагиб) орбите у односу на раван еклиптике је 3,590 степени, а орбитални период износи 1336,879 дана (3,660 године). Ексцентрицитет орбите астероида износи 0,147.
Апсолутна магнитуда астероида износи 12,10 а геометријски албедо 0,077.
Астероид је откривен 21. фебруара 1936. године.